# Taimyrski Sapowednik
Der Taimyrski Sapowednik (russisch Таймырский государственный природный биосферный заповедник) ist ein Naturreservat im Norden der russischen Region Krasnojarsk. Seine Gründung erfolgte auf Beschluss des Ministerrats der Russischen Sozialistischen Föderativen Sowjetrepublik vom 23. Februar 1979. Der Taimyrski Sapowednik ist eines der größten Naturschutzgebiete Russlands umfasst vier getrennte Teilgebiete auf der Taimyrhalbinsel und südlich davon. 1995 erhielt er von der UNESCO den Status eines Biosphärenreservats.

## Beschreibung
Die sibirische Taimyrhalbinsel ist das nördlichste Festland der Erde. Sie trennt die Karasee auf ihrer Westseite von der Laptewsee im Osten. Sie wird von Südwest nach Nordost vom Byrrangagebirge durchzogen, das in seinen höheren Lagen zum Teil vergletschert ist. Südlich dieses Mittelgebirges liegt das Nordsibirische Tiefland.
Die Kernzone des Sapowedniks besteht aus vier getrennten Gebieten mit zusammen 17.815 km² Fläche. Hinzu kommt das 9.378 km² große Schutzgebiet „Bikada“, das 1975 geschaffen wurde, um Moschusochsen anzusiedeln, die sich seitdem stark vermehrt haben. Das Hauptgebiet mit 13.240,42 km² Fläche liegt in der Tundra an der Grenze zwischen Byrrangagebirge und Nordsibirischem Tiefland. Es erstreckt sich vom westlichen Randbereich des Taimyrsees rund 200 km nach Südwesten über das von Moränen geprägte relativ flache Land südlich der Oberen Taimyra bis zur Einmündung der Logata. Der nördlich der Oberen Taimyra gelegene Teil liegt im Byrrangagebirge und enthält den 112 m tiefen Loewinson-Lessing-See. Das 156 km² große Gebiet Ary-Mas auf einer höher gelegenen Flussterrasse der Nowaja beinhaltet den weltweit nördlichsten Wald aus Dahurischen Lärchen. Das Gebiet Lukunski (90,55 km²) liegt in einer Flussaue der Chatanga. Erst 1994 wurde das Reservat um das 4.332 km² große Gebiet Arktitscheski an der Marija-Prontschischtschewa-Bucht der Laptewsee erweitert. Das Gebiet beinhaltet den Protschischtschewsee und 370 km² Meeresfläche. Es besitzt den Charakter einer Polarwüste.

## Klima
Im Sapowednik herrscht ein subarktisch-kontinentales Klima. Die mittlere Julitemperatur beträgt im südlichen Teil 12,3 °C, am Taimyrsee 6,5 °C und an der Maria-Prontschischtschewa-Bucht im Norden 4 °C. Die mittlere Temperatur im Januar liegt dagegen bei −30 bis −40 °C. Die jährliche Niederschlagsmenge beträgt 200 bis 300 mm, wobei die Monate August und September die niederschlagsreichsten sind.

## Fauna
An der Maria-Prontschischtschewa-Bucht gibt es eine Kolonie des Laptew-Walrosses aus ungefähr 1200 Tieren. Das Gebiet Arktitscheski ist auch ein Aufzuchtgebiet von 40 bis 50 Eisbären und ein Brutplatz seltener Meeresvögel. Im zentralen Tundragebiet sind vor allem Rentiere und Polarfüchse heimisch. An Brutvögeln sind die Rothalsgans, die Waldsaatgans und der Wanderfalke anzutreffen.